# Бекламид
Бекламид — лекарственное средство. Применялось при эпилепсии (больших судорожных припадках), психомоторном возбуждении эпилептического характера. Больше не используется.

## Фармакологическое действие
Противосудорожное средство. Взаимодействует с белками и фосфолипидами нейрональных мембран и нарушает их проницаемость для натрия. Снижает возбудимость и автоматизм нейронов эпилептогенного очага и блокирует генерализацию судорожных разрядов.

## Показания
Эпилепсия различного генеза, генерализованные и парциальные припадки.

## Противопоказания
Гиперчувствительность.

## Применение
Назначают внутрь после еды взрослым начиная с 0,5 г 4 раза в день (2 г в сутки); если припадки продолжаются, увеличивают дозу до 4 г (иногда до 6 г) в сутки. Детям дают по 0,25 — 0,5 г на приём 2-3-4 раза в день в зависимости от возраста, частоты припадков и реакции ребёнка на лечение.
Бекламид можно назначать вместе с фенобарбиталом. При этом больной получает утром половинную дозу бекламида и 0,05 г фенобарбитала, в дневные часы — бекламид, а на ночь — бекламид с фенобарбиталом. Следует учитывать, что приём бекламида без фенобарбитала может привести к ухудшению сна.
При успешном лечении хлораконом и длительном отсутствии припадков дозу постепенно уменьшают, можно постепенно перевести больного на лечение фенобарбиталом (0,05 — 0,1 г на ночь или 2 раза в сутки). В случае возобновления припадков вновь назначают бекламид в обычной дозе.

## Побочные действия
В период лечения хлораконом могут наблюдаться раздражение слизистой оболочки желудка, головокружение, общая слабость, аллергические реакции.
При длительном приёме препарата необходим контроль за функцией печени, почек, картиной крови.

## Физические свойства
Белый или белый со слабым желтоватым оттенком кристаллический порошок либо блестящие листочки. Практически нерастворим в воде, растворим в спирте.